# الحملة النجدية على عسير (1864)
الحملة النجدية على عسير (1864) حملة أرسلت من نجد على عسير في امارة آل عائض بقيادة طلال آل رشيد ورشيد بن عبدالرحمن آل رشيد مع فيصل بن تركي وجلوي بن فيصل بن تركي وانتهت بفشل الحملة وهزيمة القوات السعودية المتمركزة في بيشة.

## الأحداث
في نهاية شهر ذي الحجة من عام ۱۲۸۰ هـ جاءت أوامر إلي طلال آل رشيد وفيصل بن تركي بالتحرك باتجاه عسير مع القوات التركية القادمة مع العراق لقتال محمد بن عائض، كما عليهما تزويد القوات المتجهة من العراق بالمؤن وما تتطلبه، فما كان منهما إلا أن امتثلا الأوامر في حين أن بعض الأعيان في نجد وحائل يعارضونهم ويطلبون الوقوف معاً ضد الأتراك. وإن قوة عسير تشجعهم علي السير في هذه الطريق تحركت قوة من حائل تُقدر بثلاثة آلاف مقاتل بقيادة رشيد بن عبد الرحمن بن جبر بن رشید، واتخذت القصيم طريقاً لها، غير أن قبائل القصيم قد وقفت في وجهها وحالت دون مسيرها فجرت معركة بين الجانبين قتل فيها قائد القوة التي جاءت من حائل، ومن نجا من المعركة اضطر للعودة إلي المكان الذي جاء منه.. أما قوة نجد فتقدر أيضاً بثلاثة آلاف، وكان قائدها جلوي بن تركي شقيق الوالي فيصل ابن تركي، وقد انضمت إلى من جاء من العراق، وساروا معا، وانطلقوا باتجاه رنية. وتمكنوا من دخولها وطرد حامية محمد بن عائض هناك، ثم ساروا إلي بيشة حيث تمركزوا فيها. وكان محمد بن عائض في الطائف في لقاء مع الشريف عبد المطلب بن غالب، وقد رجع بعد انتهاء الاجتماع، وعندما وصل إلي بلاد غامد وصلت إليه أخبار الحملات العراقية والنجدية، كما علم بمصير حملة طلال بن رشيد. سار محمد بن عائض مسرعاً غاضباً بما جمعه من رجال القبائل القريبة منه مثل غامد وزهران ورجال الحجر ومن في جواره، واتجه فوراً نحو بيشة حيث قاتل الغزاة وتمكن من دحرهم، وقد وقع جلوي بن تركي في الأسر، وقد عجب ابن عائض لما أقدم عليه فيصل بن تركي، إذ كانت العلاقة بين أسلافه وعسير علاقة ود واحترام وتقدير، وكانت الصلات بين الطرفين لا تنقطع إضافة إلى تبادل الرسائل وإبداء النصح، ولذا فقد أطلق سراح جلوي ومن وقع معه في الأسر وارسل رسالة الى طلال الرشيد يحذره من العودة إلي مثل هذا الفعل، وإنما عليها اتخاذ الأعذار، وانتحال المبررات للأتراك كي لا يشترك في حملة إلى عسير أو الرياض أو القصيم، وإن فعل فسوف تتحرك قوة من عسير إلى حائل لضربه، وحذره أيضاً من أن الأتراك لا يمكنهم حمايته من عسير. إن ما حدث قد أغضب الشريف عبدالله بن محمد بن عون إذ أحس بقوة محمد ابن عائض فخشي علي نفسه، فالتقي مع والي الحجاز وبالغ في قوة عسير، وخطرها علي الحرمين والدولة.